# Heraclides de Maronea
Heraclides de Maronea (llatí: Heracleides, en grec antic: Ἡρακλείδης) fou un grec mercenari al servei del rei Seutes dels odrisis, a Tràcia (Probablement Seutes II), que vivia a la capital dels odrisis en temps de Xenofont el 400 aC.
Quan van arribar a Tràcia Xenofont i les restes de l'expedició dels deu mil en la seva retirada, Heraclides va rebre l'encàrrec de negociar el botí obtingut pels grecs i els tracis en comú, però es va quedar una part considerable del preu de la venda. Aquesta conducta fraudulenta juntament amb els retrets que va proferir contra Xenofont quan aquest va reclamar un repartiment just a instància de les seves tropes, va provocar problemes entre Seutes i els mercenaris grecs.